# Diego Velázquez de Cuéllar

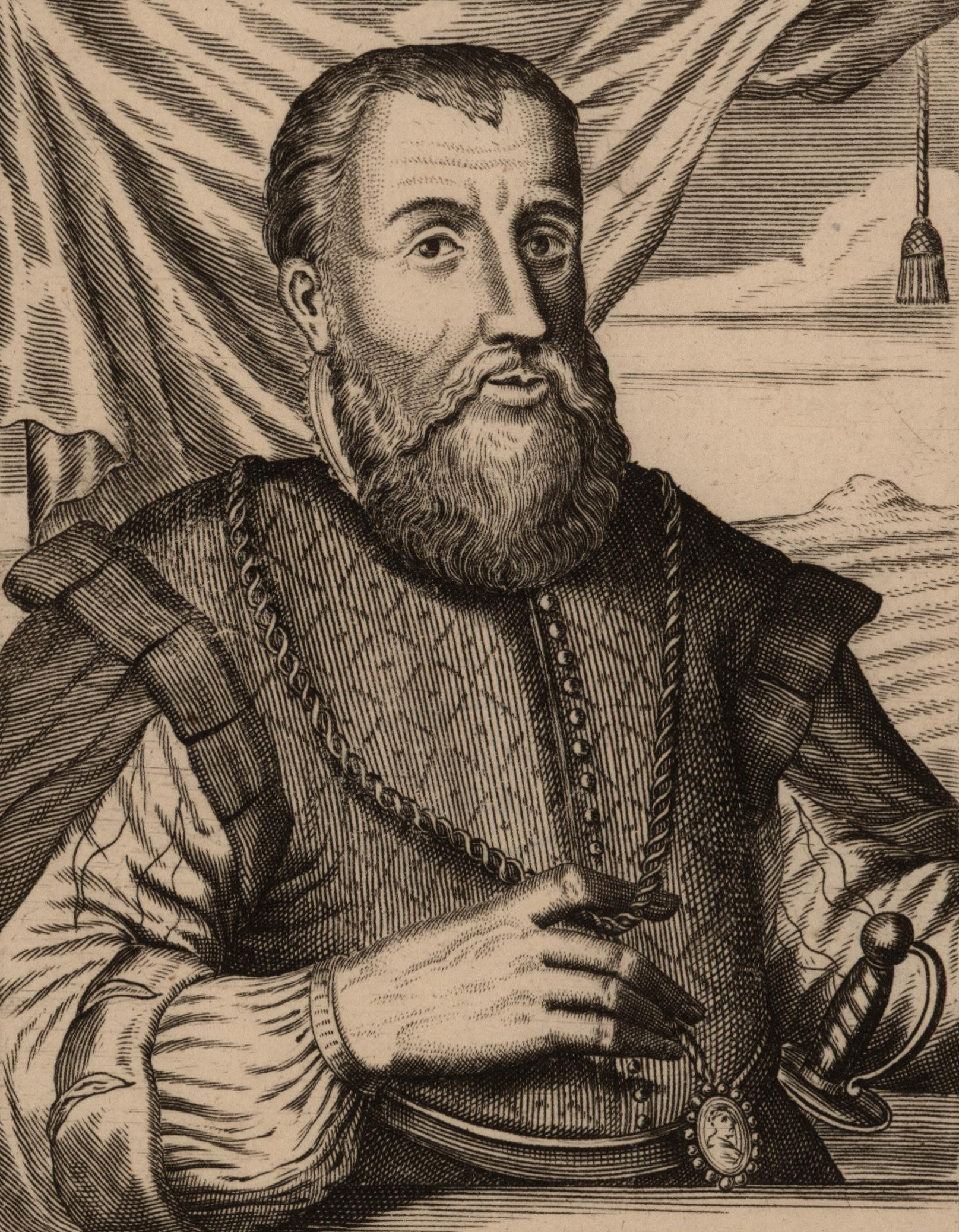
Diego Velázquez de Cuéllar

Diego Velázquez de Cuéllar (Cuéllar (Spanje), 1465 - Santiago de Cuba, 12 juni 1524) was een Spaanse conquistador en gouverneur van Cuba.
Hij werd geboren in Cuéllar, in de buurt van Segovia. Hij kwam aan in de Nieuwe Wereld als bemanningslid van Christoffel Columbus in 1493. Hij leidde de verovering van het eiland Cuba in 1511 en stichtte een villa op de plaats van de huidige stad Baracoa ongeveer in 1512, wat hiermee de oudste Europese vestigingsplaats op Cuba is. Verder stichtte Velázquez de steden Havana en Santiago de Cuba. Hij gaf toestemming voor verkenningen naar het westen, zoals aan Francisco Hernández de Córdoba's expeditie naar Yucatán in 1517 en de expeditie van Hernán Cortés naar Mexico in 1519. Nadat Cortés een aparte kolonie in Mexico had gesticht om niet meer onder Velázquez te vallen, stuurde deze een leger onder leiding van Pánfilo de Narváez op hem af. Dit leger werd echter verslagen en de meeste van Narváez' soldaten liepen over naar Cortés. Velázquez stierf in Santiago de Cuba in 1524.